# Liste der Monuments historiques in Charnoz-sur-Ain
Die Liste der Monuments historiques in Charnoz-sur-Ain führt die Monuments historiques in der französischen Gemeinde Charnoz-sur-Ain auf.

## Liste der Bauwerke
| Bezeichnung         | Beschreibung                  | Standort | Kennzeichnung | Schutzstatus | Datum | Bild           |
| ------------------- | ----------------------------- | -------- | ------------- | ------------ | ----- | -------------- |
| Auferstehungskirche | Erbaut im 12./13. Jahrhundert | (Lage)   | PA00116363    | Inscrit      | 1925  | weitere Bilder |